# ミラーズエッジ
『ミラーズエッジ』(Mirror's Edge)は、EA Digital Illusions CEが開発し、エレクトロニック・アーツより2008年に発売されたアクションゲーム。日本語版がPlayStation 3、Xbox 360、Microsoft Windowsで発売されている。
2010年5月に『Mirror's Edge™ for iPad』、11月26日にPS3廉価版『EA BEST HITS ミラーズエッジ』が発売された。
また、続編となる『ミラーズエッジ カタリスト』が発売された。

## ストーリー
政府の情報統制が厳しい未来の都市が舞台。人々は「ランナー」と呼ばれる運び屋を雇い、政府の目をかいくぐりながら情報のやり取りを手渡しで行っている。ランナーの一人である女性、フェイスは、双子の妹のケイトが何者かにはめられ警察に捕らえられてしまった事を知り、その事件の真相を仲間の助力を受けながら捜索し始める。

## 特徴
ゲームは全て主人公フェイスの視点で進行する自己視点アクションゲーム(FPS)である。彼女を含めランナーは高い身体能力を持っており、パルクール（フリーラン）のように道なき道を望むように移動することが可能で、フェンスを飛び越える、壁蹴りで高い場所へ飛び移る、電線を伝って隣のビルへ渡るなどアクロバティックな動きをしながら大都市を駆け巡る。また一人称ならではのシステムとして、着地の衝撃やフェイスの息遣いなどを体感できるようになっている。
またマップ表示や言語的なナビゲーションを廃し、ほぼ白一色の世界にあって通るべきルートに置いてあるオブジェクトが目立つ色に塗られており、これがナビゲーションの役割を果たす。またランナービジョンなど、プレイヤーがプレイしやすいシステムも付け加えられている。それらの機能にたよらず近道を探す楽しみも用意されている。
また、チャプター内にアニメパートが挿入されている。

## 登場人物
声は日本語吹き替え版キャスト。
フェイス・コナーズ (Faith Connors)
声 - 甲斐田裕子
本作の主人公。ランナーの1人である24歳の女性。暴徒と化したデモの最中、銃撃戦に巻き込まれ母が死に、父親は自分を責め続け、家族がバラバラになるという悲しい運命を歩んできた。その後、16歳のときに家出をし、21歳のときにマークと出会い、ランナーとしての人生を歩むことになる。ケイトの双子の姉で妹思い。
信用するものは「重力とマーク」。また、ジャックナイフには“フェイシー”とも呼ばれる。
妹のケイトが何者かによって市長候補ロバート・ホープ殺害の濡れ衣を着せられた為、彼女を助けるべく街を疾走する。
マーキュリー (Mercury)
声 - 石井康嗣
街のランナー達を束ねるリーダー的存在。前線に出る事は無いが、無線による情報提供によって前線のランナーをサポートする。
かつて自分のアパートに侵入して来たフェイスを制し、彼女がランナーの世界へ踏み込む切っ掛けを与えた。
セレステ (Celeste)
声 - 雪野五月
フェイスに匹敵する身体能力を持つもう1人のトップランナー。かつて軍に所属しており、ランナー歴はフェイスよりも2年長い。フェイスの良きライバルで良き友達。
ミラー (Miller)
声 - 立木文彦
CPFの警部補を務めている男性。フェイスの妹、ケイトの上司でケイトからの信頼も厚い。
ケイトに掛けられた殺人容疑を疑っており、秘密裏にフェイスに協力する。
ケイト・コナーズ (Kate Connors)
フェイスの双子の妹で、CPFの巡査部長。フェイスとは違い、表面のきれいごとをそのまま飲み込んでしまうタイプ。姉のフェイスを特に信頼している。
何者かによってホープ殺害の濡れ衣を着せられ、逮捕される。
ジャックナイフ (Jacknife)
元ランナーの男性で、かつては優れた身体能力を持った優秀なランナーであったが、現在は引退しており、何者かに雇われて裏稼業に従事している。
トラビス･バーフィールド (Travis "Ropeburn" Burfield)
元プロレスラー。作品中では主に現役時代のリングネーム“ロープバーン”と呼ばれる。ホープの警備責任者でもある。その性格は凶暴で、身の丈に合わない野望を実現しようとする野心家でもある。

## モード
ストーリー
メインモード。初めてプレイする場合は「ニューゲーム」、続きをする場合は「コンティニュー」を選ぶ。また、プレイしたことのあるチャプターは「チャプターをプレイ」を選べる。
レース
オンライン対応モード。「スピードラン」と「タイムトライアル」がある。「ランキング」で記録の確認ができる。
オプション
ゲーム内の設定ができる。
エクストラ
実績（PS3版はトロフィー）やクレジットを見ることができる。

## 武装解除が可能な武器
本作では、リロードが出来ないため弾を使い果たしたら終わりとなり、自動的に捨てる。自分の意思で捨てる事も出来る。なお、ピストルと小型マシンガン以外はアクション能力が極度に下がる。ものにつかまる事も、ボタンを押す事も出来ない。
ピストル
主にパトロール警官が持っており、威力は弱い。武装解除は非常に簡単。また、持ったまま通常通りのアクションが可能。エレベーターやムービーに切り替わると自動的に捨てる。
ショットガン
主に警官隊が使用しており、威力は強い。だが、一発一発の間の時間が長いため、敵を外すと一気に不利になる事もある。武装解除は簡単。
スナイパーライフル
スナイパー隊のみ持っていて、威力は最強ともいえる。スコープで遠くの敵も一撃で倒せる。またショットガンと同じく一発一発の間の時間が長いため、敵を外すと不利になる事も有る。武装解除の難易度は普通。
小型マシンガン
主に警官隊が使用しており、威力はあまり高くはないが、弾が連続で出るので総合的には強い。武装解除は簡単。また、ピストルと同じく持ったまま通常通りのアクションが可能。同じくこちらもエレベーターやムービーに切り替わると自動的に捨てる。
中型マシンガン
主に特殊部隊が使用しており、小型マシンガンの弾の速さはそのままに、弾の数を増やした優れもの。武装解除の難易度はかなり高い。
大型マシンガン
主に特殊部隊の一つの編隊の中の一人が所有している。武装解除は中型マシンガンほど難しくない。弾がかなり多い。スピードは小中型マシンガンには劣るが、全く困らない。

## その他

### PC版の主な特徴
PhysXを利用することができる。
本作はNVIDIA社の物理演算エンジンPhysXが大々的に取り入れられている。
これにより、布や飛び散るコンクリート片などをより現実的に描画する事ができる。
また、対応しているビデオカードを持っていれば、ハードウェア側で処理を実行する事も可能である。
PC版だけの特典でミュージックCDが同梱されている。
テーマ曲の"Still Alive"とそのリミックス版を収録。

### 主人公フェイスの修正画像に関する論争
ある日本人と思しきユーザーが主人公フェイスの画像を、いわゆる美少女風なテイストにアレンジを加え修正したものをネット上に公開した。これを見たプロデューサーのTom Farrerは「初めてみたとき、ちょっと悲しくなった。私は典型的な女性キャラクターから絶対に離れたいと思っていた。」とコメントした。
この画像は世界中に広まり、オリジナルのフェイスが西洋人がアジア人にいだいている典型的なステレオタイプな顔であることや、フェイスのモデルはプロデューサーの婚約者がモデルであるという事が相まって、大きな議論となっている。
また、ステレオタイプな顔と言っても、それから離れるとアジア人（東地域）ではなくなってしまうため、アジア人の特徴を純粋に制作者側は描いただけと考える者もいる。一方、日本及び韓国ではオリジナルのフェイスの顔がステレオタイプなものであることに不快感を表明する者が多く、積極的に好意的評価をする者は非常に少ない。

### 続編
2014年、続編作品である『Mirror's Edge 2 (仮称)』が、開発初期段階であることが報道された。
2014年6月、公式サイトにて『Mirror's Edge 2 (仮称)』の開発が順調に進んでいる事を明かした。第1作においてプレイの障害となった部分を排除し、よりスムーズで洗練されたアクションが可能になる。これに加えて真新しい仕掛け要素も多数追加され、より新鮮さとスリルに溢れるゲームを届けたいと明かした。
2015年、E3 2015にて、本作の続編である『ミラーズエッジ カタリスト』が正式に発表された。プラットフォームはPlayStation 4・Xbox One・Windows・Origin。米国では当初2016年2月23日に発売とされていたが延期し2016年5月24日に、日本でも同年3月31日に発売となっていたが6月9日に変更された。

## 主題歌
"Still Alive"
リサ・ミスコフスキー(Lisa Miskovsky)